# Pantajiwka
Pantajiwka (ukr. Пантаївка) – osiedle typu miejskiego na Ukrainie, w obwodzie kirowohradzkim, w rejonie aleksandryjskim, siedziba hromady. W 2001 liczyło 3090 mieszkańców, spośród których 2902 wskazało jako ojczysty język ukraiński, 134 rosyjski, 10 mołdawski, 1 bułgarski, 15 białoruski, 23 romski, 4 inny, a 1 osoba się nie zadeklarowała.